# Elin Meijnen
Elin Meijnen (Amsterdam, 9 november 1971) is een Nederlandse jeugdboekenschrijfster.

## Levensloop
Meijnen werd geboren in Amsterdam. Ze groeide op in de Jordaan, afgewisseld met Breda. Ze studeerde Nederlands. Sinds 2011 is ze werkzaam als lerares Nederlands op een middelbare school. Daarnaast schrijft ze kinderboeken.
In 2022 won ze de Jonge Jury Debuutprijs met haar debuutroman De tweede stem, over een meisje dat haar plek zoekt in de wereld. Haar tweede boek, Huisje 13, was leestip van De Jonge Jury 2023.